# Carlo Battaglia
Carlo Battaglia (Milano, XVIII secolo – Venezia, ...) è stato un attore teatrale italiano.
Celebre caratterista al seguito di Girolamo Medebach (1772-1773), diresse una propria compagnia al veneziano teatro San Giovanni Grisostomo.